# Los Angeles Clippers 2019-2020
La stagione 2019-2020 dei Los Angeles Clippers è stata la 50ª della franchigia nella National Basketball Association (NBA) e la 36ª a Los Angeles.
Il 5 luglio 2019 il due volte campione NBA Kawhi Leonard si aggrega alla franchigia insieme al sei volte All-Star Paul George. Durante la pausa pre-stagionale vengono rinnovati i contratti di Patrick Beverley e del miglior Sesto uomo dell'anno Lou Williams.

## Draft
Al Draft 2019 i Clippers non si aggiudicano una prima scelta, bensì due seconde scelte. La 56ª scelta assoluta Jaylen Hands si aggrega ai Brooklyn Nets, nello scambio che porta in California Mfiondu Kabengele e una futura prima scelta.
| Giro | Chiamata | Giocatore    | Posizione | Nazionalità | College             |
| ---- | -------- | ------------ | --------- | ----------- | ------------------- |
| 2    | 48       | Terance Mann | SF        | Stati Uniti | Fl. State Seminoles |
| 2    | 56       | Jaylen Hands | G         | Stati Uniti | UCLA Bruins         |

## Roster
| \| Pos. \| Num. \| Naz. \| Nome \| Altezza \| Peso \| Data nascita \| Provenienza \| \| ---- \| ---- \| ---- \| ---------------------- \| ------- \| ------ \| ------------ \| ----------------- \| \| P \| 21 \| \| Beverley, Patrick \| 185 cm \| 84 kg \| 12-07-1988 \| Arkansas \| \| C \| 31 \| \| Delgado, Ángel (TW) \| 208 cm \| 111 kg \| 20-11-1994 \| Seton Hall \| \| AP \| 13 \| \| George, Paul \| 206 cm \| 100 kg \| 02-05-1990 \| Fresno State \| \| A \| 4 \| \| Green, JaMychal \| 206 cm \| 103 kg \| 21-06-1990 \| Alabama \| \| AP \| 2 \| \| Leonard, Kawhi \| 201 cm \| 104 kg \| 29-06-1991 \| San Diego State \| \| AP \| 4 \| \| Harkless, Maurice \| 206 cm \| 100 kg \| 11-05-1993 \| St. John's \| \| AG \| 5 \| \| Harrell, Montrezl \| 203 cm \| 109 kg \| 26-01-1994 \| Louisville \| \| AG \| 25 \| \| Kabengele, Mfiondu \| 208 cm \| 98 kg \| 14-08-1997 \| Florida State \| \| AP \| 14 \| \| Mann, Terance \| 201 cm \| 98 kg \| 18-10-1996 \| Florida State \| \| G/AP \| 19 \| \| McGruder, Rodney \| 193 cm \| 91 kg \| 29-07-1991 \| Kansas State \| \| A \| 15 \| \| Motley, Johnathan (TW) \| 208 cm \| 104 kg \| 04-05-1995 \| Baylor \| \| G \| 10 \| \| Robinson, Jerome \| 196 cm \| 85 kg \| 22-02-1997 \| Boston College \| \| G \| 20 \| \| Shamet, Landry \| 196 cm \| 85 kg \| 13-03-1997 \| Wichita State \| \| P/G \| 23 \| \| Williams, Lou \| 185 cm \| 79 kg \| 27-10-1986 \| South Gwinnett HS \| \| C \| 40 \| \| Zubac, Ivica \| 216 cm \| 109 kg \| 18–03–1997 \| Croazia \| | Allenatore - Doc Rivers Assistente/i - Sam Cassell - Armond Hill - Casey Hill - Rex Kalamian - Brendan O'Connor - John Welch - J. P. Clark - Natalie Nakase Legenda - (C) Capitano - (FA) Free agent - (S) Sospeso - (TW) Contratto Two-way - (GL) Assegnato a squadra G League affiliata - Infortunato Roster • Transazioni · Ultima transazione: 9 febbraio 2019 |                            |                        |         |        |              |                   |
| Pos. | Num. | Naz.                       | Nome                   | Altezza | Peso   | Data nascita | Provenienza       |
| P | 21 | Stati Uniti (bandiera)     | Beverley, Patrick      | 185 cm  | 84 kg  | 12-07-1988   | Arkansas          |
| C | 31 | Rep. Dominicana (bandiera) | Delgado, Ángel (TW)    | 208 cm  | 111 kg | 20-11-1994   | Seton Hall        |
| AP | 13 | Stati Uniti (bandiera)     | George, Paul           | 206 cm  | 100 kg | 02-05-1990   | Fresno State      |
| A | 4 | Stati Uniti (bandiera)     | Green, JaMychal        | 206 cm  | 103 kg | 21-06-1990   | Alabama           |
| AP | 2 | Stati Uniti (bandiera)     | Leonard, Kawhi         | 201 cm  | 104 kg | 29-06-1991   | San Diego State   |
| AP | 4 | Stati Uniti (bandiera)     | Harkless, Maurice      | 206 cm  | 100 kg | 11-05-1993   | St. John's        |
| AG | 5 | Stati Uniti (bandiera)     | Harrell, Montrezl      | 203 cm  | 109 kg | 26-01-1994   | Louisville        |
| AG | 25 | Canada (bandiera)          | Kabengele, Mfiondu     | 208 cm  | 98 kg  | 14-08-1997   | Florida State     |
| AP | 14 | Stati Uniti (bandiera)     | Mann, Terance          | 201 cm  | 98 kg  | 18-10-1996   | Florida State     |
| G/AP | 19 | Stati Uniti (bandiera)     | McGruder, Rodney       | 193 cm  | 91 kg  | 29-07-1991   | Kansas State      |
| A | 15 | Stati Uniti (bandiera)     | Motley, Johnathan (TW) | 208 cm  | 104 kg | 04-05-1995   | Baylor            |
| G | 10 | Stati Uniti (bandiera)     | Robinson, Jerome       | 196 cm  | 85 kg  | 22-02-1997   | Boston College    |
| G | 20 | Stati Uniti (bandiera)     | Shamet, Landry         | 196 cm  | 85 kg  | 13-03-1997   | Wichita State     |
| P/G | 23 | Stati Uniti (bandiera)     | Williams, Lou          | 185 cm  | 79 kg  | 27-10-1986   | South Gwinnett HS |
| C | 40 | Croazia (bandiera)         | Zubac, Ivica           | 216 cm  | 109 kg | 18–03–1997   | Croazia           |

## Mercato

### Scambi
| 20 giugno 2019 | L.A. Clippers Draft rights per Mfiondu Kabengele                                                                                      | Brooklyn Nets Draft rights per Jaylen Hands prima scelta al Draft 2020 |
| 6 luglio 2019  | L.A. Clippers Maurice Harkless (da Portland) Draft rights per Mathias Lessort (da Philadelphia) prima scelta al Draft 2023 (da Miami) | Portland T. Blazers Hassan Whiteside (da Miami) |
| 6 luglio 2019  | Philadelphia 76ers Josh Richardson (da Miami)                                                                                         | Miami Heat Jimmy Butler (da Philadelphia) Meyers Leonard (da Portland) Cash considerations (da Los Angeles) |
| 10 luglio 2019 | L.A. Clippers Paul George | Oklahoma Thunder Danilo GallinariShai Gilgeous-Alexanderprima scelta al Draft 2021 (da Miami) prima scelta al Draft 2022 prima scelta al Draft 2023 (da Miami) prima scelta al Draft 2024 prima scelta al Draft 2026 diritto di scambiare le prime scelte del Draft 2023 e 2025 |

### Free agency

#### Prolungamenti contrattuali
| Giocatore        | Data del prolungamento             |
| ---------------- | ---------------------------------- |
| Ivica Zubac      | 10 luglio 2019                     |
| Rodney McGruder  | 10 luglio 2019                     |
| Patrick Beverley | 11 luglio 2019                     |
| JaMychal Green   | 18 luglio 2019                     |
| Johnathan Motley | 25 luglio 2019, contratto biennale |

#### Acquisti
| Giocatore         | Data dell'acquisto                                  | Provenienza              |
| ----------------- | --------------------------------------------------- | ------------------------ |
| Amir Coffey       | 9 luglio 2019, contratto biennale                   | Minnesota Golden Gophers |
| Kawhi Leonard     | 10 luglio 2019, contratto triennale da $103 milioni | Toronto Raptors          |
| Patrick Patterson | 15 agosto 2019                                      | Oklahoma Thunder         |
| Derrick Walton    | 21 ottobre 2019                                     | Alba Berlino             |

#### Rescissioni
| Giocatore           | Motivi e data              | Nuova squadra       |
| ------------------- | -------------------------- | ------------------- |
| Tyrone Wallace      | Rinuncia, 6 luglio 2019    | Minnesota T'wolves  |
| Sindarius Thornwell | Rinuncia, 6 luglio 2019    | Cleveland Cavaliers |
| Garrett Temple      | Free agency, 8 luglio 2019 | Brooklyn Nets       |
| Wilson Chandler     | Free agency, 8 luglio 2019 | Brooklyn Nets       |
| Ángel Delgado       | Free agency, 8 luglio 2019 | Beikong F.D.        |